# William Short

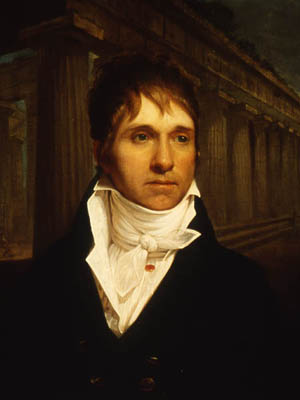
William Short (Porträt von Rembrandt Peale, 1806)

William Short (* 1756 oder 1759; † 1849) war ein US-amerikanischer Diplomat.

## Leben
Short war zwischen 1785 und 1789 Privatsekretär des damaligen Bevollmächtigten Ministers in Frankreich Thomas Jefferson und wurde am 20. April 1790 zu dessen Nachfolger ernannt. Nach der Überreichung des Akkreditierungsschreibens verblieb er bis zum 15. Mai 1792 auf diesem Posten, woraufhin Gouverneur Morris sein dortiger Nachfolger wurde. Er selbst wurde am 16. Januar 1792 als Nachfolger von Charles William Frederic Dumas zum Ministerresidenten in den Niederlanden ernannt und übergab dort am 18. Juni 1792 sein Beglaubigungsschreiben. Er bekleidete dieses Amt bis zum 19. Dezember 1792, wobei aber erst am 6. November 1794 John Quincy Adams seine dortige Nachfolge antrat.
Am 28. Mai 1794 wurde Short zum Ministerresidenten in Spanien ernannt und löste nach Übergabe des Akkreditierungsschreibens am 7. September 1794 William Carmichael ab. Er verblieb in dieser Funktion bis zum 1. November 1795,  wobei dieser Posten erst am 10. September 1797 mit David Humphreys wieder besetzt wurde. Zuletzt wurde er am 8. September 1808 während einer Sitzungspause des US-Senats zum Ministerresidenten in Russland ernannt. Diese Ernennung wurde jedoch während seiner Reise nach Russland vom Senat widerrufen, so dass er den Posten tatsächlich nicht antrat.
Nach seinem Tode wurde er auf dem Laurel Hill Cemetery in Philadelphia beigesetzt.